# 2662 Кандінський
2662 Кандінський (2662 Kandinsky) — астероїд головного поясу, відкритий 24 вересня 1960 року.
Тіссеранів параметр щодо Юпітера — 3,483.